# Irský nacionalismus

Zelená vlajka se zlatou loutnou byl hlavní symbol irských nacionalistů v 18. až 19. století; tato konkrétní podoba je praporem Society of United Irishmen, organizátorů povstání z roku 1798. Zelená nahradila tradiční modrou jako barva vzpoury. Ve státním znaku Irské republiky je dnes znovu modrá.

Irský nacionalismus je politické hnutí hlásající, že obyvatelé irského ostrova jsou osobitý národ a žádající pro tento národ vlastní, suverénní, národní stát. Irský nacionalismus vznikl jako jiné moderní evropské nacionalismy na konci 18. a na začátku 19. století, a protože vznikal v lůně britské monarchie a v časech, kdy Angličané odmítali Irsku přidělit byť jen autonomii, měl od počátku protibritský, protianglický a protimonarchistický osten (proto synonymem irského nacionalismu bylo do jisté míry i irské republikánství). Vzhledem k tomu, že Irsko bylo zemí převážně katolickou a Anglie (stejně jako Skotsko) zemí protestantskou, získal irský nacionalismus i osten protiprotestantský, což se ale později ukázalo jako problém, když měl reprezentovat všechny obyvatele ostrova a připravilo to půdu pro republikánsko-loajalistický konflikt v Severním Irsku.
Jako i jiné nacionalismy 19. století se irský nacionalismus snažil hájit osobitost irské kultury a podporovat ji. Patřila k tomu snaha zachránit irský jazyk. Zajímavostí je, že hegemonii angličtiny na ostrově se nacionalistům v zásadě setřást nepodařilo (na rozdíl třeba od českého nacionalismu, kterému se podařilo vzkřísit češtinu a odrazit nápor němčiny), přesto byl irský nacionalismus nakonec ve svém separatismu úspěšný. Je zjevné, že roli zde sehrál jiný vydělující a rozdělující faktor - a to zmíněné náboženství.
Typickým rysem irského nacionalismu byla jeho ochota k násilným akcím, někdy je irský nacionalismus označován za vynálezce moderního terorismu (feniáni ad.).
Prvním velkým projevem hnutí bylo povstání z roku 1798, silně ovlivněné francouzskou a americkou revolucí. Jeho organizátorem byla Society of United Irishmen. Britové na povstání reagovali ještě větším omezením irské nezávislosti (zákony o unii z roku 1800, vznik Spojeného království Velké Británie a Irska), což nacionalistické hnutí znovu posílilo. Dalším silným motivem k jeho růstu byl velký irský hladomor z 19. století, který byl v očích nacionalistů anglickým programem na eliminace vzpurných Irů, nikoli jen přírodní katastrofou. V reakci vznikaly radikální až teroristické organizace jako feniáni nebo méně radikální organizace jako Repeal Association Daniela O'Connella, Irish Confederation nebo Young Ireland, které zorganizovaly vzpouru v revolučním roce 1848. V 50. letech vznikly nové radikální organizace jako Irish Republican Brotherhood. Nacionalisté dlouho v irské politice přesto nehráli prim, převažoval umírněný proud irských parlamentních politiků žádajících autonomii v rámci Británie a práva pro katolíky. Avšak roku 1905 se nacionalisté pod vedením Arthura Griffitha zformovaly do velmi akceschopné strany Sinn Féin a během velikonočního povstání roku 1916 se stali vedoucí silou irské společnosti. Toto postavení udrželi i po první světové válce a dokázali v dalším krvavém konfliktu, irské válce za nezávislost, během níž se zformovala partyzánská Irská republikánská armáda, nakonec většinu Irska od Británie odtrhnout a založit v roce 1921 nezávislý stát, Irskou republiku. Po jejím založení, jímž byl hlavní cíl nacionalistického hnutí naplněn, se irský nacionalismus rekonfiguroval. K hlavním jeho idejím začala patřit ideologie irské jednoty (neboť část irského ostrova, Severní Irsko, zůstala součástí Británie, přičemž hlavní dělicí čára nebyla při tomto dělení nacionální, ale náboženská – katolicko/protestantská). Povětšinou se pojem "irští nacionalisté" (nebo republikáni) v současnosti užívá právě v Severním Irsku, jako označení podporovatelů sjednocení Severního Irska s Irskou republikou.